# Іштибаєво
Іштиба́єво (рос. Иштыбаево, башк. Иштебай) — присілок у складі Мішкинського району Башкортостану, Росія. Входить до складу Великошадинської сільської ради.
Населення — 295 осіб (2010; 360 у 2002).
Національний склад:
- татари — 95 %